# Albrecht Weber
Friedrich Albrecht Weber, född 17 februari 1825 i Breslau , död 30 november 1901 i Berlin, var en tysk orientalist och universitetslärare.
Weber studerade 1842-1845 främst sanskrit och dess litteratur i Breslau (där fadern, F.B. Weber, var professor i nationalekonomi), Bonn och Berlin under Stenzler, Lassen, Gildemeister och Bopp, men gjorde också vidsträckta studier i klassiska och semitiska språk. 
Sedan han promoverats i Berlin (1846), reste han till England och Frankrike, där han studerade, under Burnoufs ledning. 1856 blev han e.o. och 1867 ordinarie professor i fornindiskt språk och fornindisk litteratur i Berlin (där han sedermera efterträddes av Richard Pischel). Ingen under 1800-talet levande indolog bidrog väl så som Weber till kännedomen om indisk litteratur. Han är den främste skaparen av den indiska litteraturhistorien, särskilt på det äldre (vediska) området, och ingen har väl på indologins område utvecklat sådan produktivitet som han. 
Men hans undersökningar rörde inte bara sanskrit och dess litteratur. På prakritlitteraturens område är han snart sagt (om man bortser från Lassens redan 1837 utkomna "Institutiones linguae pracriticae") banbrytare genom sina studier av jainaskriften "Bhagavati" och genom sin kritiska upplaga och översättning av Halas "Saptachatakam". Om också ej speciellt som föreläsare var han dock som främjare av indiska studier och genom sina influenser i övrigt mer än någon lärare åt de flesta av det tidiga 1900-talets indologer. 
Åren 1849-1859 utgav Weber i 3 band "White Yajurveda", vari det huvudsakliga av hans doktors- och habilitationsavhandling, Vajasaneyisanihito specimen, ingår. Hans "Indische studien" (band 1-8, 1849-1863; band 9-18 1865-1898) är en för de indiska studierna högst viktig tidskrift, som mest innehåller Webers egna arbeten, bland annat Zur frage über das zeitalter Paninis (bd 5), Über die metrik der inder (band 8), Collectanea über die kastenverhältnisse in den Brahmana und Sutra (band 10), Zur kenntniss des vedischen opferrituals (band 10, 13), Über den padapatha der Tait-tinya-Samhita (bd 13), Über die heiligen schriften der Jaìna (bd 16, 17), Taittiriya Samhita (band 11, 12) och översättningen av "Atharvaveda" (band 4, 13, 17).